# 20e étape du Tour de France 1998
Pour un article plus général, voir Tour de France 1998.
La vingtième étape du Tour de France a eu lieu le 1er août 1998 entre Montceau-les-Mines et Le Creusot sur 52 km de course disputés contre-la-montre.

## Récit
Jan Ullrich remporte ce contre-la-montre, ce qui constitue sa troisième victoire d'étape sur ce Tour de France. Marco Pantani ne concède que 2 min 35 s et garde donc un avantage de 3 min 21 s sur l'Allemand au général, ce qui devrait lui permettre de remporter ce Tour de France. Bobby Julich prend une belle deuxième place lors de cette étape mais rétrograde à la 3e place du général. Christophe Rinero réalise quant à lui une superbe performance en prenant la 7e place de l'étape, ce qui lui permet de conserver sa 4e place au général.

## Classement de l'étape
| \| Classement de l'étape \| Classement de l'étape \| Classement de l'étape \| Classement de l'étape \| Classement de l'étape \| \| Coureur \| Coureur \| Pays \| Équipe \| Temps \| \| --------------------- \| --------------------- \| --------------------- \| ------------------------------- \| --------------------- \| \| 1er \| Jan Ullrich \| Allemagne \| Deutsche Telekom \| 1 h 03 min 52 s \| \| 2e \| Bobby Julich \| États-Unis \| Cofidis-Le Crédit par Téléphone \| + 1 min 01 s \| \| 3e \| Marco Pantani \| Italie \| Mercatone Uno-Bianchi \| + 2 min 35 s \| \| 4e \| Dariusz Baranowski \| Pologne \| US Postal Service \| + 3 min 11 s \| \| 5e \| Andrei Teteriouk \| Kazakhstan \| Lotto-Mobistar \| + 3 min 46 s \| \| 6e \| Viatcheslav Ekimov \| Russie \| US Postal Service \| + 3 min 48 s \| \| 7e \| Christophe Rinero \| France \| Cofidis-Le Crédit par Téléphone \| + 3 min 50 s \| \| 8e \| Riccardo Forconi \| Italie \| Mercatone Uno-Bianchi \| + 3 min 55 s \| \| 9e \| Axel Merckx \| Belgique \| Polti \| + 3 min 59 s \| \| 10e \| Roland Meier \| Suisse \| Cofidis-Le Crédit par Téléphone \| + 4 min 29 s \| |                    |            |                                 |                 |
| |                    |            |                                 |                 |
| |                    |            |                                 |                 |
| Classement de l'étape |                    |            |                                 |                 |
| Coureur | Coureur            | Pays       | Équipe                          | Temps           |
| 1er | Jan Ullrich        | Allemagne  | Deutsche Telekom                | 1 h 03 min 52 s |
| 2e | Bobby Julich       | États-Unis | Cofidis-Le Crédit par Téléphone | + 1 min 01 s    |
| 3e | Marco Pantani      | Italie     | Mercatone Uno-Bianchi           | + 2 min 35 s    |
| 4e | Dariusz Baranowski | Pologne    | US Postal Service               | + 3 min 11 s    |
| 5e | Andrei Teteriouk   | Kazakhstan | Lotto-Mobistar                  | + 3 min 46 s    |
| 6e | Viatcheslav Ekimov | Russie     | US Postal Service               | + 3 min 48 s    |
| 7e | Christophe Rinero  | France     | Cofidis-Le Crédit par Téléphone | + 3 min 50 s    |
| 8e | Riccardo Forconi   | Italie     | Mercatone Uno-Bianchi           | + 3 min 55 s    |
| 9e | Axel Merckx        | Belgique   | Polti                           | + 3 min 59 s    |
| 10e | Roland Meier       | Suisse     | Cofidis-Le Crédit par Téléphone | + 4 min 29 s    |

## Classement général
Avec sa victoire d'étape, l'Allemand Jan Ullrich (Deutsche Telekom) s'empare de la deuxième place du classement général au détriment de l'Américain Bobby Julich (Cofidis), nouveau troisième. IL reste cependant à plus de trois minutes du porteur du maillot jaune, l'Italien Marco Pantani (Mercatone Uno-Bianchi).
Autre changement, le Danois Bjarne Riis (Deutsche Telekom) perd deux places au profit de Giuseppe Di Grande (Mapei-Bricobi) et d'Axel Merckx (Polti) et sort du top 10.
| \| Classement général \| Classement général \| Classement général \| Classement général \| Classement général \| \| Coureur \| Coureur \| Pays \| Équipe \| Temps \| \| ------------------ \| ------------------ \| ------------------ \| ------------------------------- \| ------------------ \| \| 1er \| Marco Pantani \| Italie \| Mercatone Uno-Bianchi \| 89 h 05 min 10 s \| \| 2e \| Jan Ullrich \| Allemagne \| Deutsche Telekom \| + 3 min 21 s \| \| 3e \| Bobby Julich \| États-Unis \| Cofidis-Le Crédit par Téléphone \| + 4 min 08 s \| \| 4e \| Christophe Rinero \| France \| Cofidis-Le Crédit par Téléphone \| + 9 min 16 s \| \| 5e \| Michael Boogerd \| Pays-Bas \| Rabobank \| + 11 min 26 s \| \| 6e \| Jean-Cyril Robin \| France \| US Postal Service \| + 14 min 57 s \| \| 7e \| Roland Meier \| Suisse \| Cofidis-Le Crédit par Téléphone \| + 15 min 13 s \| \| 8e \| Daniele Nardello \| Italie \| Mapei-Bricobi \| + 16 min 07 s \| \| 9e \| Giuseppe Di Grande \| Italie \| Mapei-Bricobi \| + 17 min 35 s \| \| 10e \| Axel Merckx \| Belgique \| Polti \| + 17 min 39 s \| |                    |            |                                 |                  |
| |                    |            |                                 |                  |
| |                    |            |                                 |                  |
| Classement général |                    |            |                                 |                  |
| Coureur | Coureur            | Pays       | Équipe                          | Temps            |
| 1er | Marco Pantani      | Italie     | Mercatone Uno-Bianchi           | 89 h 05 min 10 s |
| 2e | Jan Ullrich        | Allemagne  | Deutsche Telekom                | + 3 min 21 s     |
| 3e | Bobby Julich       | États-Unis | Cofidis-Le Crédit par Téléphone | + 4 min 08 s     |
| 4e | Christophe Rinero  | France     | Cofidis-Le Crédit par Téléphone | + 9 min 16 s     |
| 5e | Michael Boogerd    | Pays-Bas   | Rabobank                        | + 11 min 26 s    |
| 6e | Jean-Cyril Robin   | France     | US Postal Service               | + 14 min 57 s    |
| 7e | Roland Meier       | Suisse     | Cofidis-Le Crédit par Téléphone | + 15 min 13 s    |
| 8e | Daniele Nardello   | Italie     | Mapei-Bricobi                   | + 16 min 07 s    |
| 9e | Giuseppe Di Grande | Italie     | Mapei-Bricobi                   | + 17 min 35 s    |
| 10e | Axel Merckx        | Belgique   | Polti                           | + 17 min 39 s    |

## Classements annexes
| Classement par points | Classement par points | Classement par points | Classement par points | Classement par points |
| Coureur               | Coureur               | Pays                  | Équipe                | Points                |
| --------------------- | --------------------- | --------------------- | --------------------- | --------------------- |
| 1er                   | Erik Zabel            | Allemagne             | Deutsche Telekom      | 305 pts               |
| 2e                    | Stuart O'Grady        | Australie             | Gan                   | 200 pts               |
| 3e                    | Tom Steels            | Belgique              | Mapei-Bricobi         | 186 pts               |
| 4e                    | Robbie McEwen         | Australie             | Rabobank              | 174 pts               |
| 5e                    | François Simon        | France                | Gan                   | 131 pts               |

| Classement par points | Classement par points | Classement par points | Classement par points | Classement par points |
| Coureur               | Coureur               | Pays                  | Équipe                | Points                |
| --------------------- | --------------------- | --------------------- | --------------------- | --------------------- |
| 1er                   | Erik Zabel            | Allemagne             | Deutsche Telekom      | 305 pts               |
| 2e                    | Stuart O'Grady        | Australie             | Gan                   | 200 pts               |
| 3e                    | Tom Steels            | Belgique              | Mapei-Bricobi         | 186 pts               |
| 4e                    | Robbie McEwen         | Australie             | Rabobank              | 174 pts               |
| 5e                    | François Simon        | France                | Gan                   | 131 pts               |

| Classement de la montagne | Classement de la montagne | Classement de la montagne | Classement de la montagne       | Classement de la montagne |
| Coureur                   | Coureur                   | Pays                      | Équipe                          | Points                    |
| ------------------------- | ------------------------- | ------------------------- | ------------------------------- | ------------------------- |
| 1er                       | Christophe Rinero         | France                    | Cofidis-Le Crédit par Téléphone | 200 pts                   |
| 2e                        | Marco Pantani             | Italie                    | Mercatone Uno-Bianchi           | 175 pts                   |
| 3e                        | Alberto Elli              | Italie                    | Casino                          | 165 pts                   |
| 4e                        | Cédric Vasseur            | France                    | Gan                             | 156 pts                   |
| 5e                        | Stéphane Heulot           | France                    | La Française des jeux           | 152 pts                   |

| Classement de la montagne | Classement de la montagne | Classement de la montagne | Classement de la montagne       | Classement de la montagne |
| Coureur                   | Coureur                   | Pays                      | Équipe                          | Points                    |
| ------------------------- | ------------------------- | ------------------------- | ------------------------------- | ------------------------- |
| 1er                       | Christophe Rinero         | France                    | Cofidis-Le Crédit par Téléphone | 200 pts                   |
| 2e                        | Marco Pantani             | Italie                    | Mercatone Uno-Bianchi           | 175 pts                   |
| 3e                        | Alberto Elli              | Italie                    | Casino                          | 165 pts                   |
| 4e                        | Cédric Vasseur            | France                    | Gan                             | 156 pts                   |
| 5e                        | Stéphane Heulot           | France                    | La Française des jeux           | 152 pts                   |

| Classement du meilleur jeune | Classement du meilleur jeune | Classement du meilleur jeune | Classement du meilleur jeune    | Classement du meilleur jeune |
| Coureur                      | Coureur                      | Pays                         | Équipe                          | Temps                        |
| ---------------------------- | ---------------------------- | ---------------------------- | ------------------------------- | ---------------------------- |
| 1er                          | Jan Ullrich                  | Allemagne                    | Deutsche Telekom                | 89 h 08 min 31 s             |
| 2e                           | Christophe Rinero            | France                       | Cofidis-Le Crédit par Téléphone | + 5 min 55 s                 |
| 3e                           | Giuseppe Di Grande           | Italie                       | Mapei-Bricobi                   | + 14 min 14 s                |
| 4e                           | Kevin Livingston             | États-Unis                   | Cofidis-Le Crédit par Téléphone | + 30 min 42 s                |
| 5e                           | Jörg Jaksche                 | Allemagne                    | Polti                           | + 32 min 20 s                |

| Classement du meilleur jeune | Classement du meilleur jeune | Classement du meilleur jeune | Classement du meilleur jeune    | Classement du meilleur jeune |
| Coureur                      | Coureur                      | Pays                         | Équipe                          | Temps                        |
| ---------------------------- | ---------------------------- | ---------------------------- | ------------------------------- | ---------------------------- |
| 1er                          | Jan Ullrich                  | Allemagne                    | Deutsche Telekom                | 89 h 08 min 31 s             |
| 2e                           | Christophe Rinero            | France                       | Cofidis-Le Crédit par Téléphone | + 5 min 55 s                 |
| 3e                           | Giuseppe Di Grande           | Italie                       | Mapei-Bricobi                   | + 14 min 14 s                |
| 4e                           | Kevin Livingston             | États-Unis                   | Cofidis-Le Crédit par Téléphone | + 30 min 42 s                |
| 5e                           | Jörg Jaksche                 | Allemagne                    | Polti                           | + 32 min 20 s                |

| Classement par équipes | Classement par équipes          | Classement par équipes | Classement par équipes |
| Équipe                 | Équipe                          | Pays                   | Temps                  |
| ---------------------- | ------------------------------- | ---------------------- | ---------------------- |
| 1re                    | Cofidis-Le Crédit par Téléphone | France                 | 267 h 16 min 10 s      |
| 2e                     | Casino                          | France                 | + 29 min 09 s          |
| 3e                     | US Postal Service               | États-Unis             | + 41 min 40 s          |
| 4e                     | Deutsche Telekom                | Allemagne              | + 46 min 01 s          |
| 5e                     | Lotto-Mobistar                  | Belgique               | + 1 h 04 min 14 s      |

| Classement par équipes | Classement par équipes          | Classement par équipes | Classement par équipes |
| Équipe                 | Équipe                          | Pays                   | Temps                  |
| ---------------------- | ------------------------------- | ---------------------- | ---------------------- |
| 1re                    | Cofidis-Le Crédit par Téléphone | France                 | 267 h 16 min 10 s      |
| 2e                     | Casino                          | France                 | + 29 min 09 s          |
| 3e                     | US Postal Service               | États-Unis             | + 41 min 40 s          |
| 4e                     | Deutsche Telekom                | Allemagne              | + 46 min 01 s          |
| 5e                     | Lotto-Mobistar                  | Belgique               | + 1 h 04 min 14 s      |

## Abandons
aucun